# 棒球規則
最早的棒球规则于1845年由美國人亞歷山大·卡特來特（Alexander Joy Cartwright, Jr.）制定，在之后的數十年中，规则被陆续修订过许多次，主要的修改包括了限制跑垒方向单一、各动作的时间限制、场地的标准化等。目前的棒球规则是由国际棒球总会于1993年修订，各国在此基础上会因赛事需求对规则作适当调整，这些调整一般針對于时间和比赛停止球的规定。

## 外部連結
- （英文）MLB: Official Baseball Rules （页面存档备份，存于）
- （英文）NCAA: 2006 NCAA Baseball Rules (pdf)
- （英文）Evolution of 19th Century Baseball Rules （页面存档备份，存于）
- （繁體中文）中華職業棒球大聯盟棒球規則 （页面存档备份，存于）
- 棒球規則在台灣棒球維基館上的頁面（繁體中文）